# Magnerich von Trier
Magnerich (lat. Magnericus) († an einem 25. oder 27. Juli 587 oder danach in Trier, merowingisches Frankenreich) war etwa seit 566 Bischof von Trier, er ist ein katholischer Heiliger. Sein Gedenktag ist der 25. Juli. Im Bistum Trier ist es der 27. Juli.

## Leben
Magnerich war ein Schüler des Nicetius von Trier. Im Jahr 566 wurde er von den Geistlichen und dem Volk von Trier zum Bischof gewählt. Er war einer der ersten Bischöfe, die keinen romanischen, sondern einen germanischen Namen trugen und einer der ersten Franken auf einem Bischofsstuhl.
Er setzte die von seinem Vorgänger begonnene Politik der Wiederherstellung der Stadt Trier und ihres Umlandes fort. Die Heiligkreuzkirche wandelte er in ein Oratorium zu Ehren des Martin von Tours um. Aus diesem ging später die Abtei St. Martin hervor. Zu seiner Zeit wurden mehrere Klerikergemeinschaften gegründet, unter anderem an St. Eucharius und St. Paulin nördlich der römischen Stadtmauern. Als Verehrer des Martin von Tours soll er vier Kirchen gebaut haben, die dem Heiligen geweiht waren. Eine lag in Ivois, eine in Carden, eine in Trier und eine auf dem Deumelberg bei der Stadt.
Magnerich stand den Merowingern nahe und Childebert II. machte ihn 586 zum Taufpaten seines Sohnes Theudebert II. Im Jahr 587 nahm er an einer Familienzusammenkunft der Merowinger teil. Dabei flüchtete sich der Herzog Boso in sein Haus und nahm den Bischof als Geisel. Dieser geriet in Gefahr, als der König befahl, das Haus anzuzünden. Um 581 setzte er sich für den Bischof von Marseille ein, als man diesen als Gefangenen durch Trier zu König Childebert II. brachte. Die Nähe zu den Merowingern und sein Einfluss auf die Geschicke von Austrasien und die gallische Kirche trugen dazu bei, dass er eine Stadt- und Regionalherrschaft behaupten konnte.
Venantius Fortunatus bezeichnete den Bischof als tugendhaft und mildtätig und als "Zierde der Bischöfe". In seiner Diözese lebten zahlreiche fromme Einsiedler. Dem Einsiedler und Stylit Wulfilaich verbot er sein Einsiedlerleben, ließ die Säule zerstören, auf der dieser lebte, und veranlasste ihn zum Eintritt in ein Kloster.
Im Kloster St. Martin wurde er nach seinem Tod beigesetzt. Um das Jahr 1000 hat Abt Eberwin des Klosters St. Martin eine Vita des Bischofs verfasst. Daraufhin verbreitete sich seine Verehrung in Lothringen. Im Jahr 1506 wurde sein Grab geöffnet. Nach der Zerstörung der Kirche verschwanden auch seine Überreste.